# Neutropenia

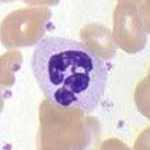
Neutrófilos

Neutropenia (adjetivo neutropênico, do Latin prefixo neutro e do grego penia, πενία - deficiência) é uma diminuição no número de neutrófilos circulantes inferior a 1.500/mm³ (em adultos). Pelo contrário, a neutrofilia caracteriza o seu aumento.
A neutropenia é uma disfunção do sangue caracterizada por uma contagem/número anormal de neutrófilos, a célula branca mais importante no sangue. Os neutrófilos usualmente compreendem entre 50 e 70% das células brancas do sangue e são os principais responsáveis pela defesa de infecções combatendo bactérias no sangue. Portanto, pacientes com neutropenia são mais suscetíveis a infecções bacterianas e, sem a devida atenção médica, o estado do paciente pode se tornar risco de morte.
Neutropenia pode ser aguda ou crônica dependendo da duração da enfermidade. O paciente tem Neutropenia crônica se a enfermidade durar mais do que 3 meses.
Neutropenia é às vezes chamada (erroneamente) de leucopenia ("déficite de células brancas no sangue"), devido aos neutrófilos serem as células brancas mais abundantes no sangue, mas neutropenia é considerada um subtipo de leucopenia como um todo.
Existem várias causas de neutropenia, que podem ser divididas entre problemas na produção das células da medula óssea e/ou destruição das células em outras partes do corpo. O tratamento depende da natureza da causa, a ênfase deve ser colocada sobre a prevenção e tratamento de infecções.

## Classificação
Existem três classificações de severidade de neutropenia baseado na contagem absoluta (absolute neutrophil count (ANC)), medida em células por microlitro de sangue:
- Neutropenia leve (1000 <= ANC <1500) - mínimo risco de infecção
- Neutropenia moderada (500 <= ANC <1000) - moderado risco de infecção
- Neutropenia severa (ANC <500) - grave risco de infecção

Está geralmente associada a um aumento de suscetibilidade à infecções de origem bacteriana.
A neutropenia é um número anormalmente baixo de neutrófilos no sangue. 
Os neutrófilos representam o principal sistema de defesa celular do corpo contra as bactérias e os fungos. Também contribuem para curar as feridas e ingerem corpos estranhos, tais como lascas espetadas. 
Os neutrófilos amadurecem na medula óssea em aproximadamente duas semanas. Depois de entrarem na corrente sanguínea, circulam pela mesma cerca de 6 horas, procurando organismos infecciosos e outros intrusos. Quando encontram um, emigram para os tecidos, aderem a eles e produzem substâncias tóxicas que matam e digerem esses organismos. Esta reação pode lesar o tecido são que está à volta da área da infecção. O processo completo produz uma resposta inflamatória na área infectada, que se manifesta na superfície do organismo como rubor, inchaço e calor. 
Dado que os neutrófilos geralmente representam mais de 70 % dos glóbulos brancos, uma diminuição na quantidade de glóbulos brancos significa habitualmente que existe uma diminuição no número total de neutrófilos. Quando a quantidade de neutrófilos cai abaixo de 1000 por microlitro, aumenta em certa medida o risco de infecção e, quando cai abaixo dos 500 por microlitro, o risco de infecção aumenta consideravelmente. Sem a defesa fundamental que constituem os neutrófilos, qualquer infecção poderá ser mortal.

## Causas
A neutropenia deve-se a diversas causas. A quantidade de neutrófilos pode diminuir devido a uma inadequada produção da medula óssea ou então devido a uma elevada destruição de glóbulos brancos na circulação. 
A anemia aplástica, assim como as deficiências de outros tipos de células sanguíneas, causa neutropenia. Algumas doenças hereditárias pouco comuns, como a agranulocitose genética infantil e a neutropenia familiar, também reduzem a quantidade de glóbulos brancos. 
Na neutropenia cíclica, perturbação pouco frequente, a quantidade de neutrófilos flutua entre normal e baixa cada 21 a 28 dias; a quantidade de neutrófilos pode chegar quase a zero e espontaneamente voltar à quantidade normal ao fim de 3 ou 4 dias. As pessoas que sofrem de neutropenia cíclica tendem a sofrer de infecções quando a quantidade de neutrófilos é baixa. 
Algumas pessoas que sofrem de cancro, tuberculose, mielofibrose, deficiência de vitamina B12 ou de ácido fólico desenvolvem neutropenia. Alguns medicamentos, sobretudo os utilizados no tratamento do cancro (quimioterapia), comprometem a produção dos neutrófilos na medula óssea. 
Em algumas infecções bacterianas, perturbações alérgicas, doenças auto-imunes e tratamentos com certos medicamentos, os neutrófilos destroem-se com mais rapidez do que levam a produzir-se. As pessoas com baço grande (por exemplo, as que sofrem da síndroma de Felty, de paludismo ou de sarcoidose) podem apresentar quantidades baixas de neutrófilos porque o baço grande os apanha e destrói.

## Sintomas e diagnóstico
A neutropenia pode desenvolver-se de forma rápida, no decurso de poucas horas ou dias (neutropenia aguda), ou então prolongar-se durante meses ou anos (neutropenia crónica). Como a neutropenia carece de um sintoma específico, é provável que passe despercebida até que se produza uma infecção. Na neutropenia aguda, a pessoa pode ter febre e feridas dolorosas (úlceras) à volta da boca e do ânus. Segue-se a pneumonia bacteriana e outras infecções graves. Na neutropenia crónica, o curso pode ser menos grave se a quantidade de neutrófilos não for excessivamente baixa. 
Quando alguém sofre de infecções frequentes ou raras, o médico suspeita que se trata de neutropenia e prescreve uma contagem completa das células sanguíneas para fazer o diagnóstico. Uma contagem de neutrófilos baixa revela neutropenia. 
A seguir, determina-se a causa desta neutropenia. O médico habitualmente extrai uma amostra de medula óssea com uma agulha (aspiração e biopsia da medula óssea). (Ver secção 14, capítulo 152) Embora este procedimento cause algum incómodo, não pressupõe qualquer risco. 
A amostra de medula óssea é analisada ao microscópio para determinar se apresenta uma aparência normal, se o número de células precursoras dos neutrófilos é normal e se se está a produzir um número normal de glóbulos brancos. Consoante a diminuição da quantidade de células precursoras e se essas células amadurecerem de forma normal, pode-se estimar o tempo necessário para que a quantidade de neutrófilos volte à normalidade. Se a quantidade de células precursoras diminuiu, os novos neutrófilos aparecerão na circulação sanguínea ao fim de duas semanas ou mais; se o número é adequado e as células estão a amadurecer normalmente, os novos neutrófilos podem aparecer no sangue dentro de poucos dias apenas. Em certas ocasiões, o exame da medula óssea também revela a presença de outras doenças, como a leucemia ou outros cancros de células sanguíneas, que estão a afectar a medula óssea.

## Tratamento
O tratamento da neutropenia depende da causa e da gravidade. Sempre que possível, interrompem-se os medicamentos que poderiam causar neutropenia. Por vezes a medula óssea recupera por si mesma sem qualquer tratamento. As pessoas que sofrem de neutropenia ligeira (mais de 500 neutrófilos por microlitro de sangue) geralmente não apresentam sintomas nem requerem tratamento. 
As que sofrem de neutropenia intensa (menos de 500 células por microlitro) tendem a contrair rapidamente infecções graves por falta de defesas do organismo. Quando contraem uma infecção, geralmente exigem hospitalização e antibióticos de largo espectro, inclusive antes de se identificar a causa e a localização exata da infecção. A febre, o sintoma que habitualmente indica infecção numa pessoa que tem neutropenia, é um sinal significativo da necessidade de atenção médica imediata. 
Os factores de crescimento que estimulam a produção de glóbulos brancos, em especial o fator estimulante das colónias de granulócitos (G-CSF) e o factor estimulante das colónias de granulócitos-macrófagos (GM-CSF), podem ter alguma utilidade. Esta forma de tratamento é capaz de eliminar os episódios de neutropenia no caso da neutropenia cíclica. Os corticosteróides contribuem para determinar se a causa da neutropenia é uma reação alérgica ou auto-imune. A globulina antitimocítica ou qualquer outro tipo de terapia imunodepressiva (terapia que impede a actividade do sistema imunitário) pode estar indicada no caso de se temer uma doença auto-imune (como certos casos de anemia aplástica). A extração do baço hipertrofiado poderá aumentar a quantidade de neutrófilos se o baço estiver a capturar glóbulos brancos. 
As pessoas que sofrem de anemia aplástica podem requerer um transplante de medula óssea quando a terapia imunodepressiva não for eficaz. (Ver secção 16, capítulo 170) O transplante de medula óssea pode acarretar efeitos tóxicos importantes, exige hospitalização prolongada e só se pode realizar em certos casos. Em geral, não se utiliza para tratar exclusivamente a neutropenia.